# Hatha yoga pradipika
De Hatha yoga pradipika (Sanskriet: हठयोगप्रदीपिका; IAST: haṭhayogapradīpikā) is een klassiek geschrift in het Sanskriet over hatha-yoga, geschreven door Swami Swatmarama, een leerling van Swami Goraknath.
De Hatha yoga pradipika wordt gezien als de oudste bewaard gebleven tekst over hatha-yoga. Het is een van de drie klassieke teksten van hatha-yoga; de andere twee zijn de Gheranda samhita en de Shiva samhita. Het boek is in de 15e eeuw n.Chr. geschreven.
Hatha Yoga betekent het creëren van 'eenwording van zon en maan', een term die symbolisch is voor het opheffen van de geestelijke tegenstellingen (dualiteiten) in de mens, door ze in balans te brengen. Voorbeelden daarvan zijn goed-kwaad, licht-donker, zeker-onzeker en liefde-haat. Pradipika betekent 'licht [werpen] op'.
De instructies die in het geschrift worden gegeven zijn veelal geschreven in de symbooltaal sāndhya bhāṣā (letterlijk: de taal van de dageraad). Dit betekent in de praktijk dat deze instructies zelden letterlijk moeten worden opgevat of dat ze slechts mentaal moeten worden uitgevoerd om geweldloosheid te kunnen waarborgen. Desondanks is in de loop der eeuwen de leer steeds vaker letterlijk onderwezen 
door toedoen van minder bekwame leraren, weliswaar vaak met de beste bedoelingen. 
De beoogde resultaten die bij de instructies worden genoemd dienen daarentegen meestal juist wel letterlijk te worden genomen. Het is daarom  eenvoudig te toetsen of de instructies juist geïnterpreteerd zijn. Toch wordt daar in modern yogaonderwijs naar verhouding weinig aandacht aan besteed.
De Hatha Yoga Pradipika bevat informatie over asana's, pranayama, chakra's, kundalini, kriya's, nadi's, mudra's en andere onderwerpen. Het boek trekt één lijn met de hindoeïstische benadering van yoga en verschilt met de benaderingen in de boeddhistische en jaïnistische yoga. Het is opgedragen aan de god Adinath, een andere naam voor Shiva (de hindoeïstische god van neergang en vernieuwing), van wie wordt beweerd dat hij het geheim van hatha-yoga heeft meegedeeld aan zijn goddelijke gemalin Parvati.